# ماغنوس أندرسون (سياسي)
ماغنوس أندرسون (بالسويدية: Magnus Andersson)‏ هو مدون وسياسي سويدي، ولد في 16 أكتوبر 1981 في السويد. حزبياً، نشط في حزب الوسط السويدي.